# Emanuel Christoph Klüpfel
Emanuel Christoph Klüpfel (* 29. Januar 1712 in Hattenhofen in Württemberg; † 21. November 1776 in Gotha) war ein deutscher Theologe und Autor sowie Begründer des Gothaischen Hofkalenders Almanach de Gotha contenant diverses connoissances curieuses et utiles pour l’année.

## Leben und Wirken
Er war der Sohn des Kunstarbeiters und Glasschneiders Christoph Jacob Klüpfel (1683–1740) aus Stuttgart und dessen Ehefrau Sophie Katharine Euphrosine Sattler (1685–1771) aus Kirchheim unter Teck; beide seit dem Mittwoch 3. November 1706 verheiratet.
Klüpfel hatte fünf Schwestern: Magdalena Sophie (1707–1755), Christina Beata (* 1713), Jakobea Dorothea (1714–1751), Catharina Elisabeth (* 1716) und Dorothea Rosine Klüpfel (* 1722). Seine beiden Brüder waren der Stadtschreiber und Spitalpfleger Jacob Friedrich Klüpfel (1718–1785) sowie der Dekan in Weinsberg Johann Albrecht Klüpfel.
Klüpfel besuchte verschiedene Klosterschulen, bevor er ab 1731 in Tübingen Theologie studierte. Dort erhielt er 1733 den Magistertitel. Im Jahr 1735 wurde er ordiniert und 1741 vom Kirchenvorstand der deutschen lutherischen Gemeinde in Genf zum ersten Pfarrer berufen.
In Genf lernte ihn einige Jahre später der Geheimdiplomat Baron Ulrich von Thun (1707–1788) kennen, der dem Erbprinzen Friedrich Ludwig von Sachsen-Gotha-Altenburg als Oberhofmeister diente. Baron Ulrich von Thun vermittelte seine Anstellung als Instruktor des Prinzen mit dem Titel eines Reisepredigers. Im Weiteren folgte er dem Erbprinzen auf seiner Grand Tour, die ihn und seinen fürstlichen Zögling 1747 nach Paris führte.
In Paris beschäftigte er sich ausgiebig mit der französischen Sprache und Literatur und fand Anschluss an die gebildete Gesellschaft.
So lernte er auf einer Festivität eben des Barons Ulrich von Thun im August 1749 in einem Landhaus in Fontenay-sous-Bois den Schriftsteller, Journalisten und Diplomaten Friedrich Melchior Grimm und Jean-Jacques Rousseau kennen.
Im Jahre 1750 begleitete er den Erbprinzen nach Gotha, wo er die Herzogin Luise Dorothea von Sachsen-Meiningen und ihre Freundin Juliane Franziska von Buchwald (1707–1789) kennen lernte. Durch die beiden Frauen fand er Aufnahme in ihren engeren Zirkel und noch im gleichen Jahr wurde Klüpfel zum „Sousgouverneur“ des Erbprinzen mit dem Titel eines Kirchenrats befördert, zwei Jahre später dann zum Oberkonsistorialrat. 1753 vermählte er sich mit einer Adeligen. Seine Ehe litt unter der psychischen Erkrankung seiner Frau. Noch kurz vor seinem Tod stieg er in der administrativen Hierarchie zum Vizepräsidenten und Vorsitzenden des Oberkonsistoriums auf.

## Werke (Auswahl)
- Emanuel Christoph Klüpfel, Johann Christian Klemm: Critica sacra nominum hebraeorum appellativorum "Aleph" praeformativo auctorum praeside Jo. Christiano Klemmio, defensa ab Immanuele Christophoro Klüpffelio. Roebel, 1733
- Gothaisches Bedenken über die Frage: Ob die Ehe mit des Bruders Wittwe erlaubt sey Samt desselben umständlicher Widerlegung. Gotha Reyher, Gotha 1752